# زیر نشان عقرب
زیر نشان عقرب (ایتالیایی: Sotto il segno dello scorpione) یک فیلم درام ایتالیایی به کارگردانی برادران تاویانی است که در سال ۱۹۶۹ منتشر شد و در جشنواره فیلم ونیز به نمایش درآمد. از بازیگران آن می‌توان به جان ماریا ولونته، لوچا بوزه، جولیو بروگی، رناتو اسکارپا، و آلساندرو هابر اشاره کرد. این فیلم به‌عنوان «شاید پیشرفته‌ترین اثر برادران تاویانی از نظر نوآوری خلاقانه و جست‌وجوی سبک‌شناختی» توصیف شده است.